# Einar Wikman
Einar Alfred Teodor Wikman, född 13 februari 1911 i Hässjö församling, Västernorrlands län, död 20 juni 1988 i Sundsvalls Gustav Adolfs församling, var en svensk tävlingscyklist.
Wikman, som var son till maskinist Tyko Teodor Wikman och Anna Alfrida Åström, började med cykelsport 1928 och tillhörde Söråkers IF. Av hans resultat i A-klassen kan nämnas etta i Skönsbergsloppet, IOGT-mästerskap 10 och 100 kilometer, Söråkersloppet, Dellen runt, Gimorundan och Nordingrååttan. I distriktsmästerskapet 1940 blev han etta på 100 kilometer och i Norrländska mästerskapet trea samt lagseger. Han tävlade i elitklassen 1935 då han blev trea i Håsjöloppet, etta i Dellen runt och tvåa i Söråkersloppet. Han verkade som instruktör i Medelpads distrikt av Svenska Cykelförbundet 1939–1943. Han var anställd som verkmästare.